# 키엔
《키엔》(스페인어: ¿Quién?)은 1973년 방영된 멕시코의 텔레노벨라이다.